# 正木佐和
正木 佐和（まさき さわ、1974年4月24日 - ）は、日本の女優である。大阪府吹田市出身。アルファセレクション所属。
身長160cm、血液型B型。

## 来歴・人物
近畿大学文芸学部芸術学科演劇芸能専攻卒業。特技は乗馬、太極拳、地唄舞。映画監督の清水崇は大学の2つ先輩にあたり、今でも交流がある。
2011年『UNDERWATER LOVE -おんなの河童-』（監督・いまおかしんじ撮影・クリストファー・ドイル）に主演。オースティンファンタスティック映画祭でベストアクトレス賞受賞した。

## 受賞歴
- 『UNDERWATER LOVE -おんなの河童-』
  - ファンタスティック映画祭（米・テキサス州）ベストアクトレス賞（2011年）

## 出演

### 映画
- 欲望（監督：篠原哲雄）
- 苺の破片（監督：中原俊）
- 千の風になって　天国への手紙 （監督：金秀吉） - 看護婦・山根 役
- 輪廻 （監督：清水崇）
- トトオ（監督：伴野智）
- 長州ファイブ（監督：五十嵐匠） - 芸者・おしの 役
- 陰獣（仏、監督：バーベット・シュローダー） - 芸妓 役
- がまの油（監督：役所広司） - お岩さん 役
- ラビット・ホラー3D （2011年）
- UNDERWATER LOVE -おんなの河童-（2011年、監督：いまおかしんじ、撮影：クリストファー・ドイル） - 川口明日香 役
- ヴァージン・ふかくこの性を愛すべし（2012年、監督：吉田光希） - 前村和代 役
- 耳をかく女（2012年）
- 青二才（2013年、監督：サトウトシキ） - 紗江子 役
- 雲のゆくさき（2013年、監督：藤原滉平）
- 救済（2013年、監督：内藤瑛亮）
- アブダクティ（2013年、監督：山口雄大）
- 劇場版 仮面ライダーウィザード in Magic Land（2013年、監督：中澤祥次郎） - シイナの母 役
- Father 「手を伸ばせば」（2013年、監督：月野木隆）
- 甘い鞭（2013年、石井隆監督） - 医師 役
- 天使に“アイム・ファイン”（2016年） - 美里と梢の母 役
- 傷だらけの悪魔（2017年、KADOKAWA）　- 小田切彩乃 役
- KOKORO（2017年、ベルギー・フランス・カナダ合作）
- 星に語りて～Starry Sky～（2018年、松本動監督） - 畑中洋子 役
- 心霊喫茶「エクストラ」の秘密-The Real Exorcist-（2020年5月、日活） - 柳沢トモカの母親 役
- きのう生まれたわけじゃない（2023年11月11日、監督：福間健二） - 岬 / 綾子 役[1]

#### 短編映画
- 息子と呼ぶ日まで（2024年11月1日公開予定、監督：黒川鮎美）[2]

### テレビドラマ
- お登勢 (小説)（2001年） - お梶 役
- 連続テレビ小説 ちゅらさん（NHK）
- 武蔵 MUSASHI（NHK）
- 坂の上の雲（NHK）
- Q.E.D. 証明終了（NHK）
- 連続テレビ小説 ゲゲゲの女房（NHK） - 産院の看護婦 役
- ゴッドハンド輝 第3話（2009年4月25日、TBS） - 石黒竜太の母 役
- 血痕 警科研・湯川愛子の鑑定ファイル 第2作（TBS） - 栗原みどり 役
- 月曜ゴールデン 「女教師探偵・西園寺リカの殺人ノート」（TBS） - 平川澄江 役
- 婚カツ!（フジテレビ） - レギュラー・池田咲子 役
- 明日の光をつかめ （東海テレビ） - 孝介の母 役
- 臨場　第2シリーズ （テレビ朝日） - 野々村咲子 役
- 崖っぷちのエリー （テレビ朝日） - 仲田　役
- SOIL （WOWOW）演出：清水崇、山口雄大 - レギュラー・加藤 役
- 13歳のハローワーク 第2話 （テレビ朝日） - 村山悦子 役
- 鈴子の恋 第54話（フジテレビ） - 仲居役
- 連続テレビ小説 梅ちゃん先生（NHK） - 篠田の妻役
- 都市伝説の女 第8話 （テレビ朝日） - 的場良子 役
- 明日の光をつかめ -2013 夏- 第11話（東海テレビ） - 立花美佳 役
- 大岡越前 最終話（NHK BSプレミアム） - おせつ 役
- ミステリなふたり 第8話（メ〜テレ）
- 月曜名作劇場「犯罪資料館 緋色冴子シリーズ・赤い博物館」（TBS） - 陶芸教室の先生 役
- 仮面ライダージオウ 第26話（2019年3月10日、テレビ朝日） - 看護師 役
- サイレント・ヴォイス 行動心理捜査官・楯岡絵麻 Season2 第7話（2020年5月23日、BSテレ東） - 野島祐子 役
- ウルトラマンZ 第11話（2020年9月5日、テレビ東京） - ナツカワジュンコ 役
- 競争の番人（2022年、フジテレビ） - 三谷静江 役
- 連続テレビ小説 ちむどんどん（2022年、NHK）
- アトムの童（2022年） - 富永香織 役
- 祈りのカルテ 研修医の謎解き診察記録 第5話（2022年11月5日、日本テレビ） - 四十住洋子 役
- 初恋、ざらり（2023年） - 植村福子 役
- ハコビヤ（2024年） - 一ノ瀬浩美 役
- 新空港占拠 第1話・第8話（2024年1月13日・2024年3月2日、日本テレビ） - 浅川 役
- わたしの宝物 第1話（2024年10月17日、フジテレビ）
- 波うららかに、めおと日和 第3話・第4話（2025年5月8日・15日、フジテレビ） - 矢島紀子 役[3]

### バラエティ
- Aマッソのがんばれ奥様ッソ！（2021年12月27日・28日放送回、BSテレ東） - 大家族の奥様 真奈美 役

### web
- 探偵事務所5 監督：金子功 - 正岡 役

### 舞台
- LIVING SECTION 演出：森田雄三
- まる虫 作・演出：太田省吾
- 箱の中の4人 作・演出：滝本祥生
- 偽りのティールーム 作・演出：滝本祥生
- 角角ストロガのフ第七回公演『昆虫美学』作・演出 角田ルミ ＠王子小劇場 2012年2月15日（水）〜2月20日（月）

### オリジナルビデオ
- 戦慄怪奇ファイル 超コワすぎ!FILE-02【暗黒奇譚!蛇女の怪】（2015年） - 川野紗和 役

### CM
- 中外製薬
- アサヒ 「Dear Natura」

### 声優
- キャットウォーク（短編アニメ） - 女の子役